# Otto Carl Würth
Otto Carl Würth (* 13. September 1803 in Jungnau; † 14. Januar 1884 in Chur) war ein deutscher Jurist und Politiker.

## Leben
Würth studierte von 1821 bis 1827 Rechtswissenschaften in Tübingen, Freiburg und Heidelberg. In Tübingen war er Mitglied des Corps Suevia (II), in Freiburg der dortigen Alemannia. Nach der Promotion zum Dr. jur. wurde er 1827 Aktuar beim Oberamt Sigmaringen, 1832 Advokat in Sigmaringen. Hier war er seit den 1830er Jahren führendes Mitglied der oppositionellen Bewegung. 1832 nahm er am Hambacher Fest teil. Von 1833 bis 1849 gehörte er dem Landtag des Fürstentums Hohenzollern-Sigmaringen an.
Im April 1848 wurde Würth Mitglied des Demokratischen Zentralkomitees für die Wahlen zur Nationalversammlung in Frankfurt am Main. Im September 1848 wurde er Vorsitzender des Sicherheitsausschusses in Sigmaringen. Im November des Jahres leitete das hohenzollerisch-sigmaringische Hofgericht gegen ihn ein Strafverfahren wegen Hochverrats ein. Würth hatte bereits dem Vorparlament angehört und war vom 20. Dezember 1848 bis 18. Juni 1849 Mitglied der Frankfurter Nationalversammlung. Im Juni 1849 beteiligte er sich am Aufstand in Baden und war unter anderem Reichskommissar der Reichsregentschaft für Hohenzollern-Sigmaringen.
Nach der Niederschlagung der Bewegung flüchtete er in die Schweiz und ließ sich zunächst als Rechtsanwalt in Rorschach, 1853 in Chur nieder. 1854 wurde er in Abwesenheit wegen Hochverrats zu drei Jahren Haft verurteilt.
Ab 1872 war Würth Präsident des Deutschen Hilfsvereins in Chur.